# Thabani Zuke
Thabani Zuke (KwaMakhutha, 11 de septiembre de 1998) es un futbolista sudafricano que juega en la demarcación de defensa para el Richards Bay FC de la Liga Premier de Sudáfrica.

## Trayectoria
Empezó a formarse como futbolista en el equipo reserva del Golden Arrows. En 2020 subió al primer equipo, y finalmente, el 21 de noviembre de 2020 fue convocado en un partido de la Liga Premier de Sudáfrica contra el Kaizer Chiefs FC, aunque no llegó a debutar. Su debut finalmente se produjo el 30 de enero de 2021 contra el Maritzburg United FC tras sustituir a Siyavuya Ndlovu en el descanso.
El 8 de julio de 2025 se marchó tras pasado al Richards Bay FC.

## Selección nacional
Tras jugar en las categorías inferiores de la selección, finalmente hizo su debut con la selección de fútbol de Sudáfrica el 9 de octubre de 2021 en un encuentro de clasificación para la Copa Mundial de Fútbol de 2022, contra Etiopía, que finalizó con un resultado de 1-3 a favor del combinado sudafricano tras un gol de Getaneh Kebede para Etiopía, y de Mothobi Mvala, Teboho Mokoena y Evidence Makgopa.

## Clubes
| Club            | País      | Año       | Partidos | Goles |
| --------------- | --------- | --------- | -------- | ----- |
| Golden Arrows   | Sudáfrica | 2020-2025 | 96       | 1     |
| Richards Bay FC | Sudáfrica | 2025-     |          |       |